# الحزب الليبرالي الجنوب سوداني
الحزب الليبرالي الجنوب سوداني هو حزب سياسي في جنوب السودان. تشكل الحزب في 1 أكتوبر 2010 من قبل ليبراليي جنوب السودان. وفي اجتماعهم الأول للجمعية العامة في 17 ديسمبر 2011 قرر أعضاء الحزب نقل أنشطته إلى منتدى الشباب الجنوب سوداني الليبرالي حتى العام 2015 في ضوء المساحة السياسية المحدودة والرغبة الشديدة للشباب للمشاركة.
الحزب عضو في شبكة أفريقيا الليبرالية وجناحه الشبابي عضو في منظمة الشباب الليبرالي الأفريقي التي تنشط الديمقراطية في أفريقيا.

## وصلات خارجية
- موقع الحزب الرسمي
- موقع منتدى الشباب الجنوب سوداني الليبرالي الرسمي